# جيرالد ليرد
جيرالد ليرد (بالإنجليزية: Gerald Laird)‏ هو لاعب كرة قاعدة أمريكي، ولد في 13 نوفمبر 1979 في ويستمينستير في الولايات المتحدة.

## وصلات خارجية
- جيرالد ليرد على موقع دوري كرة القاعدة الرئيسي (الإنجليزية)
- جيرالد ليرد على موقعبيزبول رفرنس.كوم (الدوري الرئيسي) (الإنجليزية)
- جيرالد ليرد على موقعبيزبول رفرنس.كوم (الدوري الثانوي) (الإنجليزية)
- جيرالد ليرد على موقع إي إس بي إن.كوم (أم.أل.بي) (الإنجليزية)
- جيرالد ليرد على موقع مشجعي الرسوم البيانية (الإنجليزية)